# Křešín (Příbrami járás)
Křešín település Csehországban, a Příbrami járásban. Křešín Ohrazenice, Jince és Felbabka településekkel határos. Lakosainak száma 148 fő (2024. január 1.).

## Népesség
A település lakosságának változását az alábbi diagram mutatja:
| Lakosok száma | 339  | 366  | 277  | 193  | 134  | 103  | 119  | 136  | 140  | 148  |
|               | 1869 | 1890 | 1921 | 1950 | 1980 | 2001 | 2017 | 2019 | 2022 | 2024 |